# イオン秦野ショッピングセンター
イオン秦野ショッピングセンター（イオンはだのショッピングセンター）は、神奈川県秦野市にあるショッピングセンター。イオン秦野店を核テナントとする。

## 概要

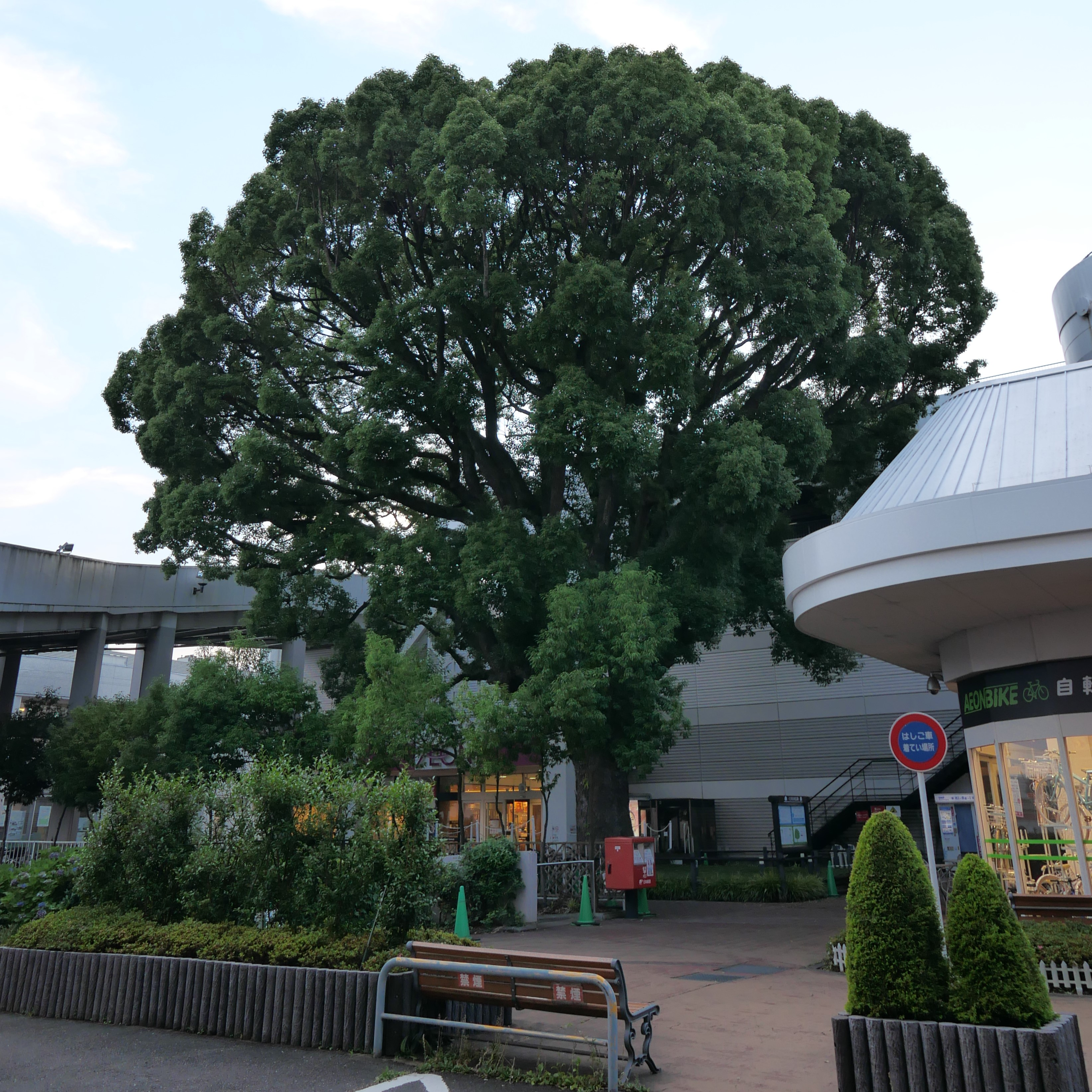
敷地内に現存するクスノキ

1995年（平成7年）にジョイフルタウン秦野（中核店舗はジャスコ秦野店）として開業。2011年（平成23年）にイオン秦野ショッピングセンターとなった。
かつて、同地では日本たばこ産業（旧日本専売公社）秦野工場が操業していたが1987年3月末に撤退。その跡地に建設された。
敷地内にあるクスノキは1905年（明治38年）2月、秦野煙草製造所の開設時に記念植樹されたもので、現在はくすの木広場としてふれあいステージやベンチが設置されており、時折小さなイベントが催される。

## 沿革
- 1995年（平成7年）11月19日 - 日本たばこ産業秦野工場跡地にジョイフルタウン秦野として開業、核店舗はジャスコ秦野店。
- 1999年7月20日 - 別館が完成し、駐車台数が1500台から1935台に拡大。開店当初に建てられた建物は本館となる。
- 2011年3月1日 - イオングループのブランド統一により、ジャスコ秦野店がイオン秦野店となる[6]。
- 2011年3月21日 -「15年目の大改装!!」としてイオン本館全体の改装工事が始まり、同日から専門店の大部分の一時閉店または退店が始まる。
- 2011年7月15日 - リニューアルオープン[7]。

## 店内
本館と別館で構成され、2階の連絡通路で接続されている。本館は1階と2階に、別館は2階にテナントが入っている。
詳細はイオン秦野ショッピングセンター公式サイト「フロアガイド」を参照のこと。

## その他

### 橘花のジェットエンジン開発地
同敷地が東京地方専売局秦野出張所であった時代のうち、太平洋戦争中の1945年（昭和20年）4月、ジェットエンジンの開発を行っていた帝国海軍航空技術廠が空襲の激しい横須賀を避けて敷地内の北原倉庫に移転、秦野実験場として使用し、ジェット機橘花のエンジンを開発・制作した。1988年（昭和63年）3月25日の日本たばこ産業秦野工場の閉鎖時点では敷地内に説明看板があったが、現存しない。

## 交通アクセス
鉄道
小田急小田原線秦野駅北口から徒歩15分。
バス
神奈川中央交通（秦野営業所）- 秦野駅北口4番乗り場から4分、「ジョイフルタウン」停留所または「下宿」停留所下車すぐ。